# Tour de Corse 1983
Le Tour de Corse 1983 (27e Tour de Corse), disputé du 5 au 7 mai 1983, est la cent-seizième manche du championnat du monde des rallyes (WRC) courue depuis 1973, et la cinquième manche du championnat du monde des rallyes 1983. C'est également la troisième manche du championnat de France des rallyes 1983.

## Contexte avant la course

### Le championnat du monde
Ayant succédé en 1973 au championnat international des marques (en vigueur de 1970 à 1972), le championnat du monde des rallyes se dispute sur un maximum de treize manches, comprenant les plus célèbres épreuves routières internationales, telles le Rallye Monte-Carlo, le Safari ou le RAC Rally. Depuis 1979, le championnat des constructeurs a été doublé d'un championnat pilotes, ce dernier remplaçant l'éphémère Coupe des conducteurs, organisée à seulement deux reprises en 1977 et 1978. Le calendrier 1983 intègre douze manches pour l'attribution du titre de champion du monde des pilotes dont dix sélectives pour le championnat des marques (le Rallye de Suède et le Rallye de Côte d'Ivoire en étant exclus). Les épreuves sont réservées aux catégories suivantes :
- Groupe N : voitures de grande production de série, ayant au minimum quatre places, fabriquées à au moins 5000 exemplaires en douze mois consécutifs ; modifications très limitées par rapport au modèle de série (bougies, amortisseurs).
- Groupe A : voitures de tourisme de grande production, fabriquées à au moins 5000 exemplaires en douze mois consécutifs, avec possibilité de modifications des pièces d'origine ; poids minimum fonction de la cylindrée.
- Groupe B : voitures de grand tourisme, fabriquées à au moins 200 exemplaires en douze mois consécutifs, avec possibilité de modifications des pièces d'origine (extension d'homologation portant sur 10% de la production). Les élargisseurs d'aile rapportés sont interdits[3].
- En outre, les anciennes voitures des groupes 2 (tourisme spécial) et 4 (grand tourisme spécial) sont admises à participer aux manches mondiales, mais leurs résultats ne seront pas pris en compte dans le cadre du championnat[4].

Après une année de transition au cours de laquelle, malgré l'apparition des premières voitures du groupe B, les traditionnelles voitures des groupes 2 et 4 composaient la majorité du plateau, la prolifération de nouveaux modèles a transfiguré l'aspect des rallyes. Désormais parfaitement au point, la Rally 037, véritable prototype de route, se révèle l'arme absolue sur asphalte. La Scuderia Lancia est la principale rivale d'Audi dans la course au titre mondial, le constructeur allemand s'appuyant sur la supériorité sur terre de son coupé Quattro (récemment adapté à la nouvelle réglementation) pour contrer la marque italienne. Profitant de l'absence de neige au Rallye Monte-Carlo, Lancia avait remporté la première manche grâce à Walter Röhrl, mais le succès d'Hannu Mikkola au Portugal, suivi de sa deuxième place au Safari ont permis à Audi de prendre la tête du championnat. S'étant également imposé au Rallye de Suède (manche ne comptant pas pour le classement des constructeurs), Mikkola domine le championnat des pilotes.

### L'épreuve
Couru pour la première fois en novembre 1956, le Tour de Corse fut créé à l'initiative du comte Peraldi et du docteur Jean Sermonard (alors respectivement présidents de l'Automobile Club de Corse et du syndicat d'initiative d'Ajaccio). Le parcours très tourmenté de l'épreuve lui valut très rapidement le nom de « rallye aux dix mille virages ». Dès 1957, le Tour de Corse fut intégré au calendrier du championnat de France et acquit rapidement une renommée internationale et devient à partir de 1970 une des manches du championnat d'Europe, puis du championnat du monde des rallyes dès sa création en 1973. Bernard Darniche y détient le record de victoires, y ayant triomphé à six reprises entre 1970 et 1981.

## Le parcours
- départ : 5 mai 1983 d'Ajaccio
- arrivée : 7 mai 1983 à Ajaccio

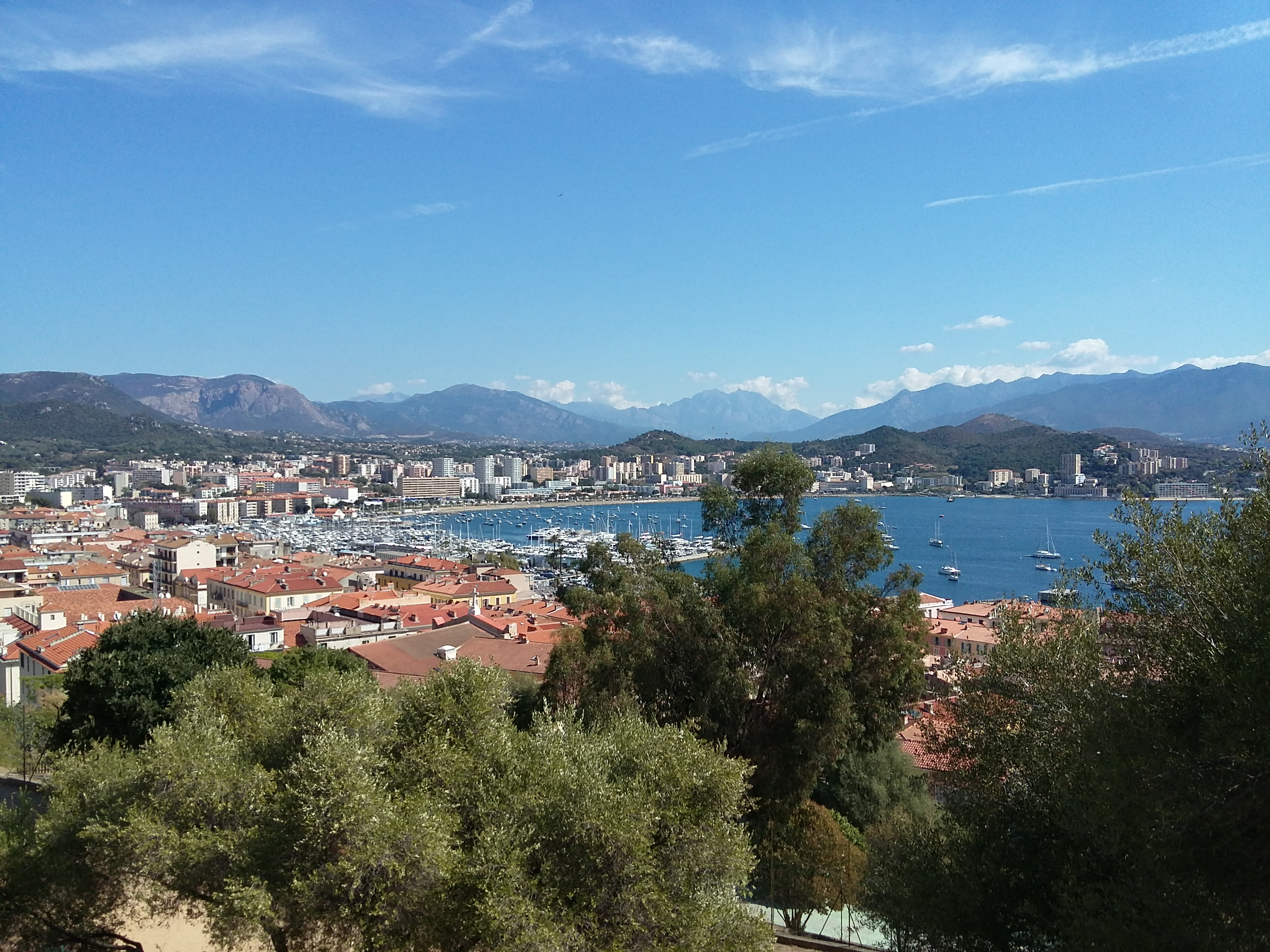
Ajaccio, ville départ et arrivée du Tour de Corse 1983.

- distance : 1 715 km dont 1 066,1 km sur 28 épreuves spéciales (32 épreuves initialement prévues, pour un total de 1167 km chronométrés)
- surface : asphalte
- Parcours divisé en trois étapes[6]

### Première étape
- Ajaccio - Bastia, le 5 mai
- 658 km dont 418,2 km sur 11 épreuves spéciales (12 épreuves initialement prévues mais 6e épreuve annulée avant le départ du rallye[2])

### Deuxième étape
- Bastia - Ajaccio, le 6 mai
- 607 km dont 356,9 km sur 8 épreuves spéciales (10 épreuves initialement prévues, spéciale n°14 non courue à cause d'un camion garé sur le parcours, spéciale n°21 disputée mais résultats ensuite annulés[7])

### Troisième étape
- Ajaccio - Ajaccio, le 7 mai
- 450 km dont 291 km sur 9 épreuves spéciales (10 épreuves initialement prévues, spéciale n°25 non courue)

## Les forces en présence
- Audi

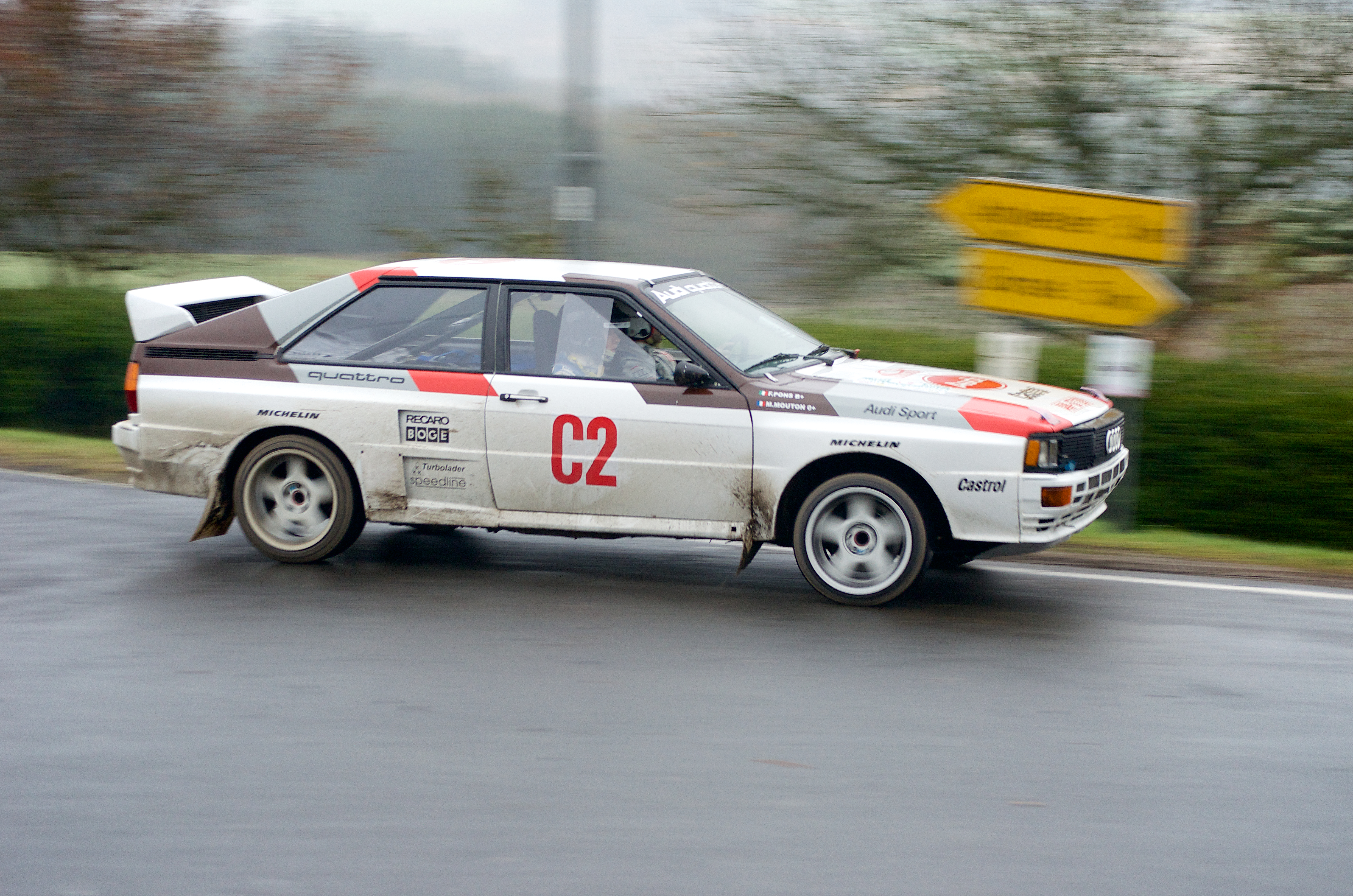
Une Audi Quattro A2 lors d'une manifestation historique.

Audi Sport étrenne la dernière évolution A2 de son coupé Quattro groupe B à transmission intégrale, plus puissante et plus légère que la version A1 utilisée depuis le début de saison. La cylindrée du moteur cinq cylindres vingt soupapes a été réduite à 2109 cm3 (contre 2144 auparavant) et le poids ramené à 1070 kg avec l'adoption de portières en résine et d'une boîte de vitesses plus compacte. Grâce à un nouveau collecteur d'échappement et un nouveau système d'injection Bosch, la puissance est passée de 340 à 360 chevaux. Recruté pour l'occasion par le constructeur allemand, Bernard Darniche a effectué début avril les reconnaissances de l'épreuve, essayant comparativement les versions A1 et A2. Au cours de ces tests sur les routes corses, il a été victime d'un grave accident, heurtant violemment une camionnette sur un tronçon qu'il croyait fermé à la circulation. Son copilote Alain Mahé en est sorti pratiquement indemne mais Darniche, grièvement blessé aux pieds et indisponible pour plusieurs mois, a été contraint de déclarer forfait et seules les voitures de Hannu Mikkola et Michèle Mouton seront au départ. Elles sont équipées de pneus Michelin TRX.
- Lancia

La Scuderia Lancia engage officiellement quatre Rally 037 groupe B pour Walter Röhrl, Markku Alén, Jean-Claude Andruet et Attilio Bettega (qui effectue son retour en course après un an de convalescence), tandis qu'Adartico Vudafieri, sous les couleurs du Jolly Club, dispose également d'une voiture et de l'assistance d'usine. Pesant 965 kg, elles sont équipées d'un moteur de quatre cylindres de 1995 cm3 en position centrale arrière, avec injection mécanique Bosch Kügelfischer et compresseur volumétrique Abarth. La puissance disponible est de 310 chevaux à 8000 tr/min. Elles utilisent des pneus Pirelli. Le pilote privé Francis Serpaggi s'aligne sur un modèle identique.
- Nissan

Nissan Europe a préparé une 240RS groupe B pour le Britannique Tony Pond. Ce coupé de 1050 kg est équipé d'un moteur quatre cylindres de 2340 cm3 alimenté par deux carburateurs double corps Solex, développant 250 chevaux. Il est chaussé de pneus Dunlop de fabrication japonaise.
- Opel

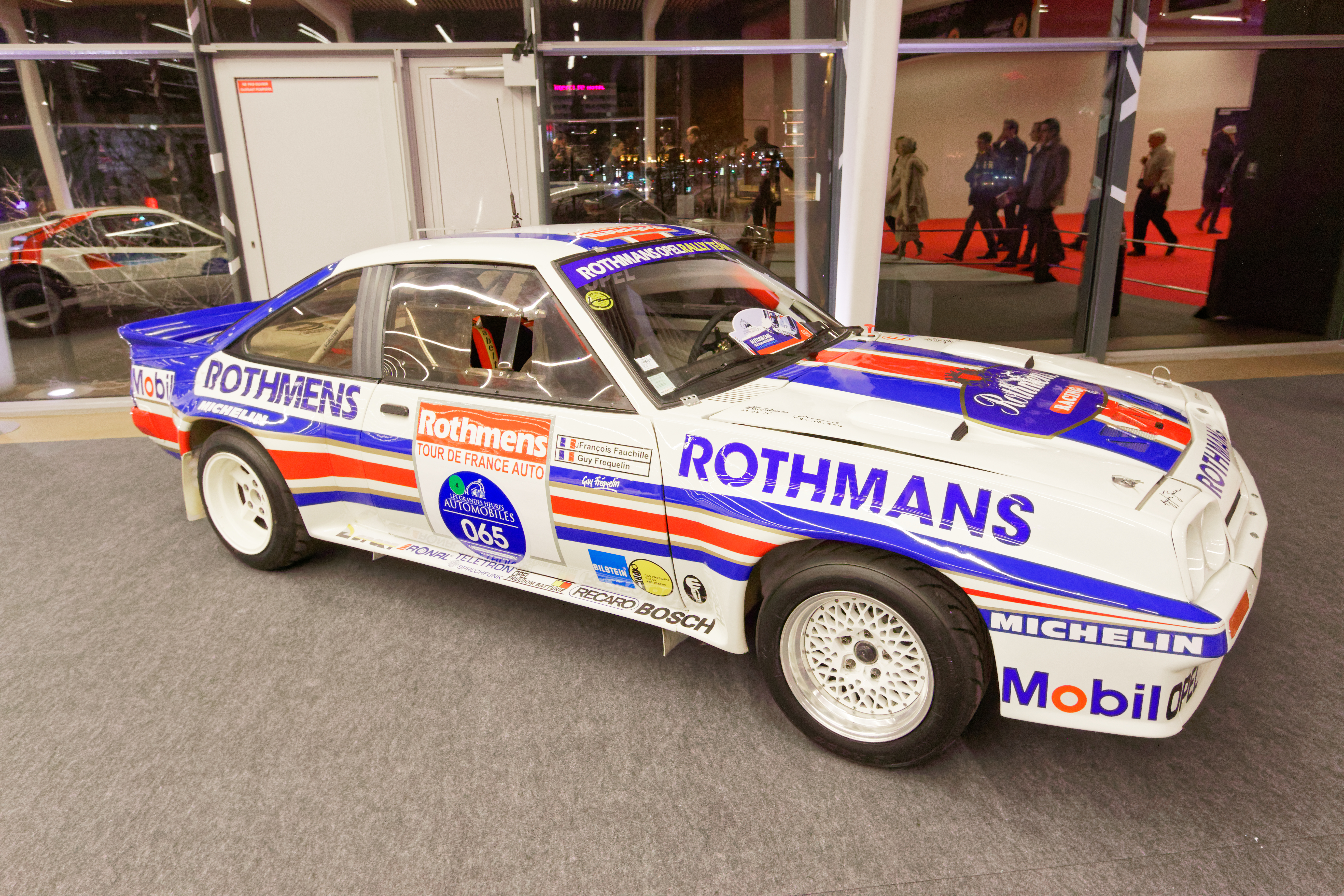
Le tour de Corse constitue la première sortie de l'Opel Manta 400, récemment homologuée.

L'écurie Rothmans aligne sa nouvelle Opel Manta 400, tout juste homologuée en groupe B. Mécaniquement identique à la précédente Ascona 400 (moteur quatre cylindres de 2420 cm3 développé par Cosworth, deux carburateurs double corps, 270 chevaux), ce coupé pèse 980 kg. Un seul exemplaire a été engagé, confié à Guy Fréquelin, qui dispose de pneus Michelin TRX.
- Renault

Renault Sport a engagé une Renault 5 Turbo groupe B pour Jean Ragnotti. Elle est équipée d'un moteur quatre cylindres de 1397 cm3, placé en position centrale arrière, alimenté par injection directe et muni d'un turbocompresseur Garrett, développant 300 chevaux à 7000 tr/min. Accusant seulement 925 kg sur la bascule, cette voiture bénéficie d'un excellent rapport poids/puissance, mais la réglementation groupe B lui impose, à cause de sa faible cylindrée, l'usage de pneumatiques moins larges que ceux de ses concurrentes. Malgré les nombreux essais menés en collaboration avec le manufacturier Michelin, son comportement routier sur asphalte a régressé par rapport à celui de la précédente version groupe 4. Engagé par l'équipe Sodicam, Jean-Luc Thérier dispose d'un modèle identique à celui de Ragnotti, tandis que son jeune coéquipier Philippe Touren pilote une version groupe 4 de 270 chevaux. Bruno Saby (sous les couleurs de Philips Autoradio) et François Chatriot (sous les couleurs de la DIAC) disposent quant à eux de versions groupe B de 270 chevaux. Au total, vingt-sept 5 Turbo sont au départ.
- BMW

BMW-Motul a mis à disposition de Bernard Béguin une berlinette M1 groupe B entièrement neuve. Dotée d'un moteur central arrière six cylindres de trois litres et demi délivrant 430 chevaux et d'une boîte de vitesses ZF à cinq rapports, elle pèse 1150 kg. Elle utilise des pneus Pirelli mais cette version groupe B a dû adopter des pneus plus petits que ceux de la précédente groupe 4.
- Citroën

Bien que n'étant pas officiellement engagée dans cette épreuve, la marque française est très largement représentée par des pilotes privés disposant de Citroën Visa Chrono groupe B (760 kg, traction, quatre cylindres, 1434 cm3, deux carburateurs Weber double corps, 140 chevaux à 7200 tr/min). Parmi les plus en vue, on note Alain Coppier et Christian Dorche. Les Visa sont chaussées de pneus Michelin.

## Déroulement de la course

### Première étape
Les 178 équipages s'élancent d'Ajaccio le jeudi matin, à dix heures, sous le soleil. D'emblée, les Lancia écrasent la concurrence et s'installent en tête, Walter Röhrl devançant Attilio Bettega et Jean-Claude Andruet. Initialement devancés par la BMW M1 de Bernard Béguin, Markku Alén et Adartico Vudafieri rejoignent bientôt leurs coéquipiers et après seulement deux épreuves spéciales disputées les voitures italiennes, emmenées par Andruet, occupent les cinq premières places devant les Audi de Michèle Mouton et Hannu Mikkola et la BMW de Béguin. Alén prend momentanément le commandement, avant d'en être délogé par Röhrl. Après Zicavo, à mi-étape, le pilote allemand ne compte toutefois que dix secondes d'avance sur Andruet et vingt-trois sur Alén, ces trois pilotes étant en pleine bagarre. Quatrième, Vudafieri est à près d'une minute, tandis que Bettega, à court de compétition après une longue convalescence, a dû céder la cinquième place à Mikkola. Joint de culasse claqué, Béguin avait abandonné peu après Muratello, tout comme Guy Fréquelin, victime de la même panne sur la nouvelle Opel Manta 400 qui manque encore de mise au point sur asphalte. Alors qu'il maintenait un rythme très soutenu, Röhrl va cependant perdre trois minutes à cause d'une double crevaison entre Cozzano Vivario, tombant à la quatrième place, précédant Mikkola d'une poignée de secondes. Extrêmement rapide dans ce secteur où il relègue ses coéquipiers à plus d'une demi-minute, Andruet s'installe au commandement, avec quarante-sept secondes d'avance sur Alén et plus d'une minute sur Vudafieri. Dans l'épreuve suivante, Jean-Luc Thérier, qui occupait la huitième place au volant d'une Renault 5 Turbo nettement moins compétitive que l'année précédente en raison de pneumatiques mal adaptés, disparait à son tour, sa voiture ayant soudainement pris feu. La dernière partie se déroule en Haute-Corse, sur des routes très sinueuses, et les Lancia y assoient leur suprématie, ralliant Bastia aux cinq premières places. Andruet conserve la tête, avec près d'une minute d'avance sur Alén, deux sur Vudafieri et plus de trois sur Röhrl. Malgré son manque d'entraînement, Bettega a dépassé Mikkola, mais le pilote italien accuse déjà plus de six minutes de retard sur Andruet. Michèle Mouton a perdu près de dix minutes à cause d'une panne d'allumage et la perte d'assistance de sa direction ; elle n'occupe que le neuvième rang, derrière les Renault 5 Turbo de Jean Ragnotti (en proie à des problèmes de tenue de route) et du jeune espoir Philippe Touren, qui mène le groupe 4. Treizième au volant de son Opel Ascona, Jean-Sébastien Couloumiès a pris la tête du groupe A après l'abandon de l'Alfa Romeo d'Yves Loubet.

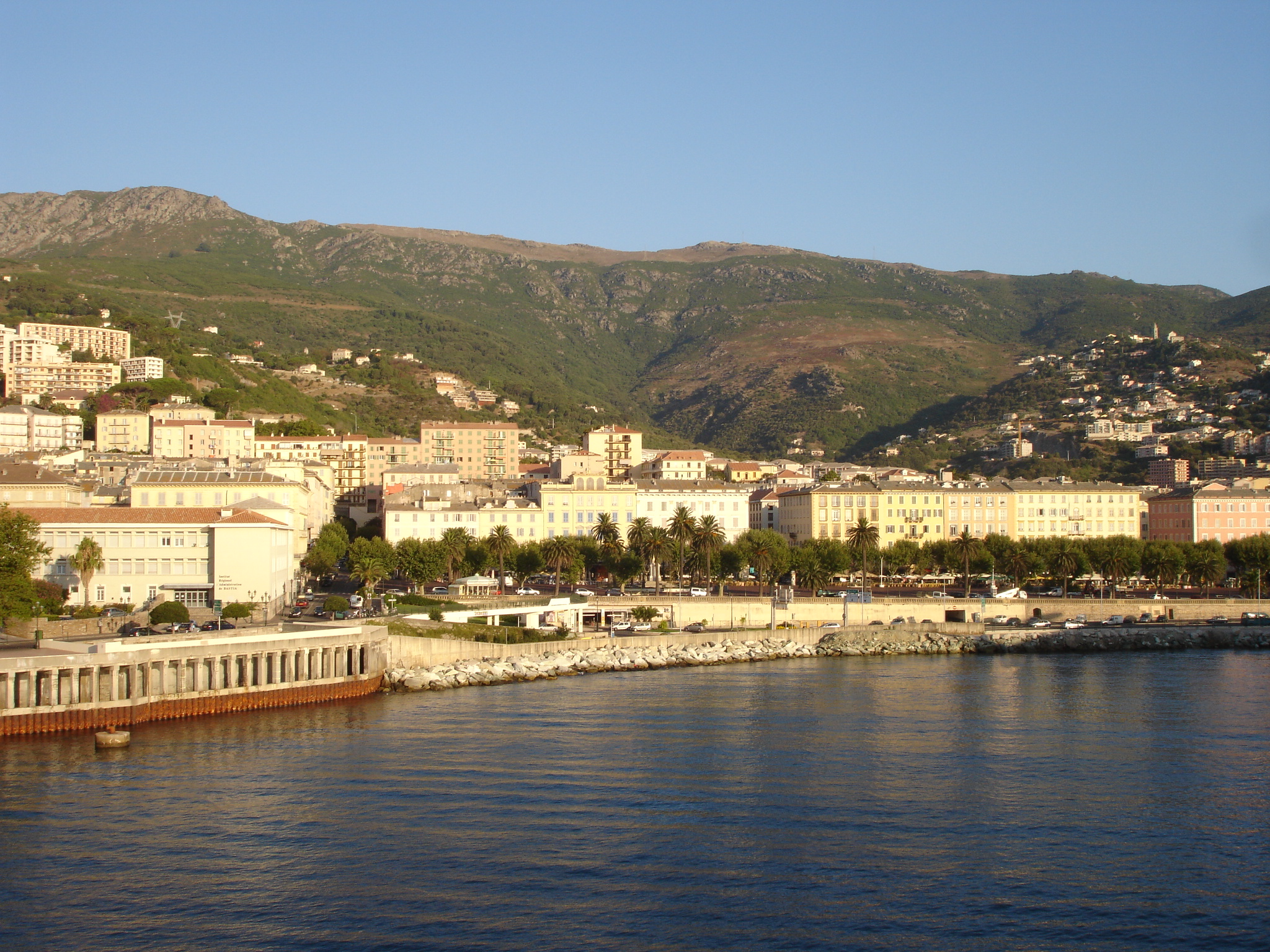
Bastia, terme de la première étape.

| Pos. | Pilote                    | Copilote              | Voiture          | Groupe | Temps           | Écart         |
| ---- | ------------------------- | --------------------- | ---------------- | ------ | --------------- | ------------- |
| 1    | Jean-Claude Andruet       | « Biche »             | Lancia Rally 037 | B      | 4 h 53 min 46 s |               |
| 2    | Markku Alén               | Ilkka Kivimäki        | Lancia Rally 037 | B      | 4 h 54 min 39 s | + 53 s        |
| 3    | Adartico Vudafieri        | Luigi Pirollo         | Lancia Rally 037 | B      | 4 h 55 min 57 s | + 2 min 11 s  |
| 4    | Walter Röhrl              | Christian Geistdörfer | Lancia Rally 037 | B      | 4 h 57 min 09 s | + 3 min 23 s  |
| 5    | Attilio Bettega           | Maurizio Perissinot   | Lancia Rally 037 | B      | 4 h 59 min 59 s | + 6 min 13 s  |
| 6    | Hannu Mikkola             | Arne Hertz            | Audi Quattro A2  | B      | 5 h 01 min 02 s | + 7 min 16 s  |
| 7    | Jean Ragnotti             | Jean-Marc Andrié      | Renault 5 Turbo  | B      | 5 h 06 min 35 s | + 12 min 49 s |
| 8    | Philippe Touren           | Jean-Bernard Vieu     | Renault 5 Turbo  | 4      | 5 h 06 min 50 s | + 13 min 04 s |
| 9    | Michèle Mouton            | Fabrizia Pons         | Audi Quattro A2  | B      | 5 h 12 min 43 s | + 18 min 57 s |
| 10   | Jean-Pierre Manzagol      | Jean-Michel Simonetti | Renault 5 Turbo  | 4      | 5 h 18 min 04 s | + 24 min 18 s |
| 11   | Tony Pond                 | Rob Arthur            | Nissan 240RS     | B      | 5 h 26 min 58 s | + 33 min 12 s |
| 12   | Bruno Saby                | Chris Williams        | Renault 5 Turbo  | B      | 5 h 27 min 31 s | + 33 min 45 s |
| 13   | Jean-Sébastien Couloumiès | Claudine Causse       | Opel Ascona      | A      | 5 h 32 min 22 s | + 38 min 36 s |
| 14   | Jean-Claude Torre         | Antoine Buresi        | Renault 5 Turbo  | 4      | 5 h 33 min 10 s | + 39 min 24 s |
| 15   | Ange-Paul Franceschi      | Patrick Giudicelli    | Renault 5 Turbo  | 4      | 5 h 33 min 46 s | + 40 min 00 s |

### Deuxième étape

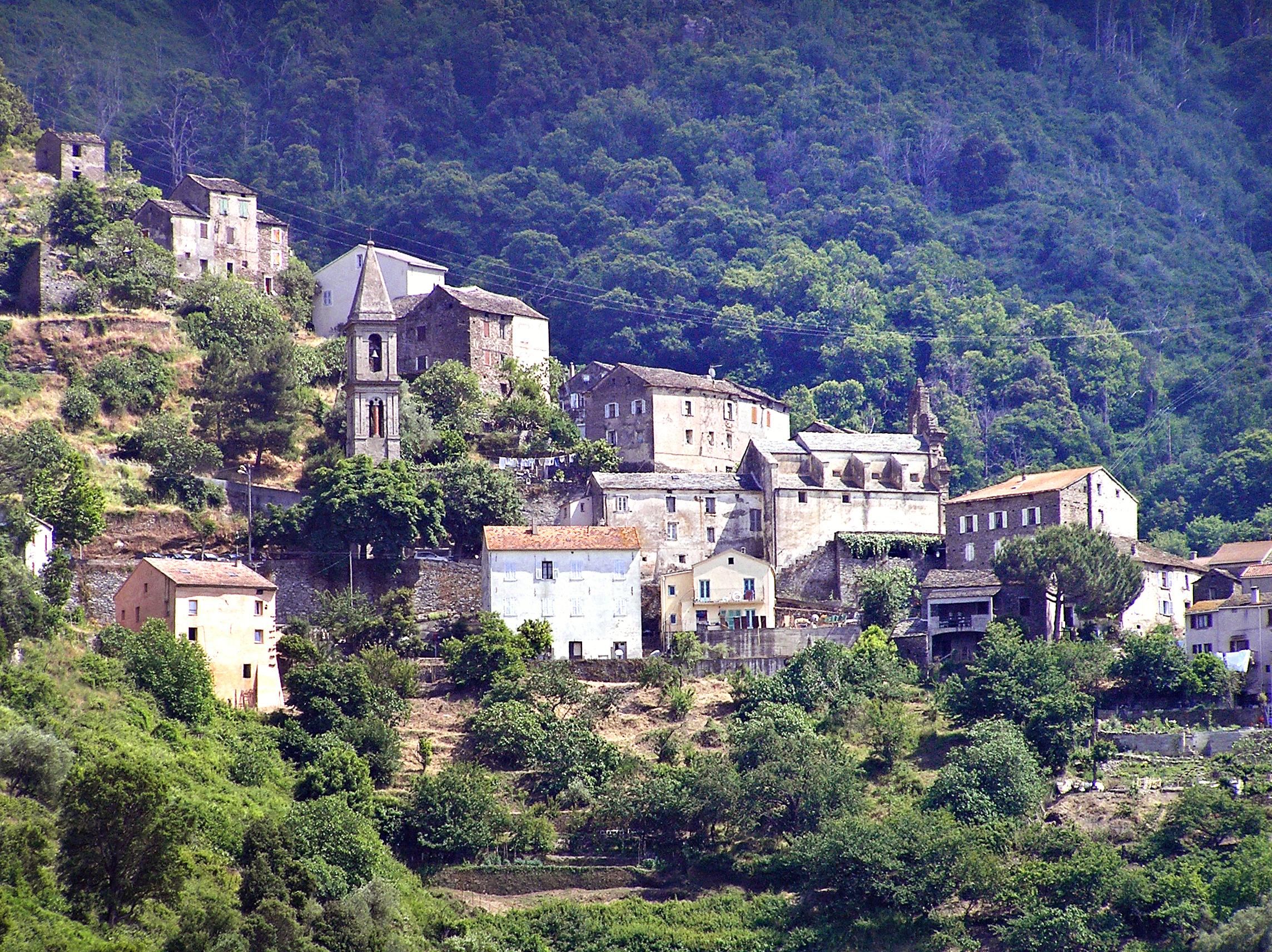
Prunelli, en début de parcours de la deuxième étape.

Les concurrents repartent de Bastia le vendredi matin. Les premières épreuves chronométrées se déroulent en Castagniccia. Dans le secteur de Prunelli, Andruet fait pratiquement jeu égal avec Röhrl et accentue son avance sur Alén, qui voit son retard porté à une minute et demie. Bettega, gravement accidenté sur ce parcours l'année précédente, a fait preuve de prudence et Mikkola lui a repris la cinquième place. Un camion très mal placé entraîne la neutralisation du tronçon chronométré suivant, les concurrents se rendant directement à Chiatra pour s'élancer dans la quinzième spéciale. Andruet a la malchance de crever sur la ligne de départ et doit s'arrêter pour changer une roue. En plus du temps perdu lors de l'intervention, il doit accomplir l'épreuve avec une petite roue de secours et perd au total plus de cinq minutes sur ses adversaires. Il chute à la quatrième place, tandis qu'Alén se retrouve en tête avec près de deux minutes d'avance sur Vudafieri, Röhrl venant quelques secondes plus loin. La position d'Alén est d'autant plus confortable qu'au point d'assistance suivant, Cesare Fiorio, directeur sportif de la Scuderia Lancia, demande à ses quatre pilotes de tête de baisser leur rythme et de conserver leurs positions, seul Bettega devant continuer à attaquer pour tenter de reprendre la cinquième place à Mikkola. Alors qu'il occupait le septième rang, Ragnotti a été contraint à l'abandon, ayant violemment heurté une vache. Malgré les consignes, Alén et Röhrl maintiennent une cadence très soutenue dans le secteur de Speloncato, le pilote allemand dépassant Vudafieri pour le gain de la deuxième place. Ils lèveront progressivement le pied dans les épreuves suivantes, l'intérêt de la course se reportant sur le duel entre Bettega et Mikkola, ce dernier réussissant à se maintenir en cinquième position avant qu'une crevaison ne lui fasse perdre près de trois minutes peu avant Ota. Les cinq Lancia occupent à nouveau les cinq premières places, mais Andruet ne parviendra cependant pas au terme de l'étape, son moteur refusant tout service au point d'assistance de Suaricchio. Avant de rallier Ajaccio, Röhrl se montre le plus rapide dans les deux dernières épreuves de la journée, se rapprochant à une minute et quinze secondes d'Alén et portant à deux minutes son avance sur Vudafieri. Attaquant très fort, Mikkola est parvenu à repasser devant Bettega, accédant à la quatrième place. Alors qu'il se maintenait en septième position derrière l'Audi de Michèle Mouton et occupait toujours la tête du groupe 4, Touren a effectué une sortie de route dans l'avant-dernière spéciale du jour, la commande d'accélérateur de sa Renault 5 s'étant bloquée. L'équipage est indemne mais trois spectateurs sont grièvement blessés.
| Pos. | Pilote                    | Copilote              | Voiture             | Groupe | Temps            | Écart             |
| ---- | ------------------------- | --------------------- | ------------------- | ------ | ---------------- | ----------------- |
| 1    | Markku Alén               | Ilkka Kivimäki        | Lancia Rally 037    | B      | 9 h 31 min 20 s  |                   |
| 2    | Walter Röhrl              | Christian Geistdörfer | Lancia Rally 037    | B      | 9 h 32 min 35 s  | + 1 min 15 s      |
| 3    | Adartico Vudafieri        | Luigi Pirollo         | Lancia Rally 037    | B      | 9 h 34 min 31 s  | + 3 min 11 s      |
| 4    | Hannu Mikkola             | Arne Hertz            | Audi Quattro A2     | B      | 9 h 42 min 29 s  | + 11 min 09 s     |
| 5    | Attilio Bettega           | Maurizio Perissinot   | Lancia Rally 037    | B      | 9 h 42 min 44 s  | + 11 min 24 s     |
| 6    | Michèle Mouton            | Fabrizia Pons         | Audi Quattro A2     | B      | 9 h 59 min 29 s  | + 28 min 09 s     |
| 7    | Bruno Saby                | Chris Williams        | Renault 5 Turbo     | B      | 10 h 10 min 53 s | + 39 min 33 s     |
| 8    | Tony Pond                 | Rob Arthur            | Nissan 240RS        | B      | 10 h 22 min 23 s | + 51 min 03 s     |
| 9    | Ange-Paul Franceschi      | Patrick Giudicelli    | Renault 5 Turbo     | 4      | 10 h 38 min 11 s | + 1 h 06 min 51 s |
| 10   | Jean-Pierre Manzagol      | Jean-Michel Simonetti | Renault 5 Turbo     | 4      | 10 h 43 min 34 s | + 1 h 12 min 14 s |
| 11   | Jean-Sébastien Couloumiès | Claudine Causse       | Opel Ascona         | A      | 10 h 45 min 06 s | + 1 h 13 min 46 s |
| 12   | Alain Coppier             | Josépha Laloz         | Citroën Visa Chrono | B      | 10 h 51 min 49 s | + 1 h 20 min 29 s |

### Troisième étape
| Pos. | Pilote                    | Copilote              | Voiture             | Groupe | Temps            | Écart             |
| ---- | ------------------------- | --------------------- | ------------------- | ------ | ---------------- | ----------------- |
| 1    | Markku Alén               | Ilkka Kivimäki        | Lancia Rally 037    | B      | 9 h 11 min 26 s  |                   |
| 2    | Walter Röhrl              | Christian Geistdörfer | Lancia Rally 037    | B      | 9 h 13 min 08 s  | + 1 min 42 s      |
| 3    | Adartico Vudafieri        | Luigi Pirollo         | Lancia Rally 037    | B      | 9 h 14 min 34 s  | + 3 min 08 s      |
| 4    | Hannu Mikkola             | Arne Hertz            | Audi Quattro A2     | B      | 9 h 21 min 24 s  | + 9 min 58 s      |
| 5    | Attilio Bettega           | Maurizio Perissinot   | Lancia Rally 037    | B      | 9 h 22 min 26 s  | + 11 min 00 s     |
| 6    | Michèle Mouton            | Fabrizia Pons         | Audi Quattro A2     | B      | 9 h 39 min 25 s  | + 27 min 59 s     |
| 7    | Bruno Saby                | Chris Williams        | Renault 5 Turbo     | B      | 9 h 50 min 31 s  | + 39 min 05 s     |
| 8    | Tony Pond                 | Rob Arthur            | Nissan 240RS        | B      | 10 h 01 min 25 s | + 49 min 59 s     |
| 9    | Ange-Paul Franceschi      | Patrick Giudicelli    | Renault 5 Turbo     | 4      | 10 h 17 min 02 s | + 1 h 05 min 36 s |
| 10   | Jean-Pierre Manzagol      | Jean-Michel Simonetti | Renault 5 Turbo     | 4      | 10 h 22 min 24 s | + 1 h 10 min 58 s |
| 11   | Jean-Sébastien Couloumiès | Claudine Causse       | Opel Ascona         | A      | 10 h 23 min 26 s | + 1 h 12 min 00 s |
| 12   | Alain Coppier             | Josépha Laloz         | Citroën Visa Chrono | B      | 10 h 29 min 41 s | + 1 h 18 min 15 s |

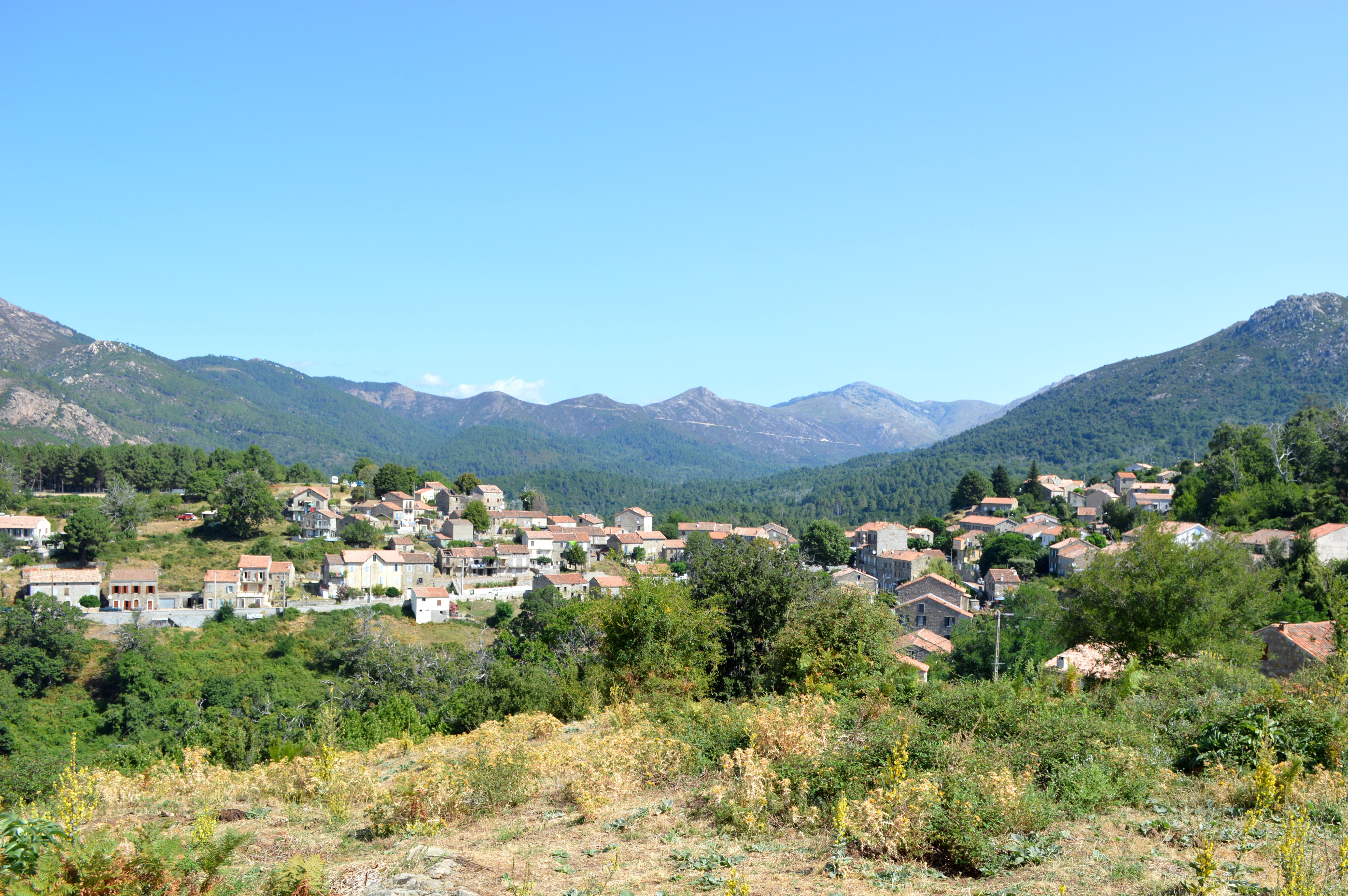
Aullène, sur le parcours de la troisième étape.

L'annulation des résultats de la vingt-et-unième épreuve spéciale est confirmée au début de la dernière étape, le samedi matin. Si elle ne modifie pas le classement des premiers, elle défavorise Röhrl, qui avait réalisé le meilleur temps dans ce secteur et dont le retard sur son coéquipier d'Alén s'élève désormais à plus d'une minute et demie, mais, respectant les consignes de son écurie, le pilote allemand serait de toute façon resté derrière son coéquipier. La quatrième place reste quant à elle très disputée entre Mikkola et Bettega. Ce dernier réalise le meilleur temps dans le secteur de Capigliolo. Il récidive dans le secteur suivant, alors que Mikkola, tentant de résister, heurte un rocher et est contraint à l'abandon. Les quatre Lancia sont à nouveau aux quatre premières places, devant l'Audi de Michèle Mouton, qui compte une demi-heure de retard. Désormais seule à défendre la marque allemande, la Française, qui possède une confortable avance sur la Renault 5 de Bruno Saby, sixième, doit cependant composer avec des problèmes d'injection et de turbocompresseur. Elle ménage au mieux sa mécanique mais, entre Petreto et Aullène, une fuite d'huile provoque un incendie et l'abandon de la dernière Quattro. Les Lancia rallient triomphalement Ajaccio, Alén devançant ses coéquipiers Röhrl, Vudafieri et Bettega. La marque italienne a totalement dominé l'épreuve et reprend la tête du championnat du monde. Retardé au cours de la première étape, Saby termine à la cinquième place, devant la Nissan de Tony Pond. Septième sur sa Renault 5 Turbo, Franceschi remporte le groupe 4 tandis que Couloumiès, huitième, s'impose en groupe A.

### Classements intermédiaires
Classements intermédiaires des pilotes après chaque épreuve spéciale

### Classement général

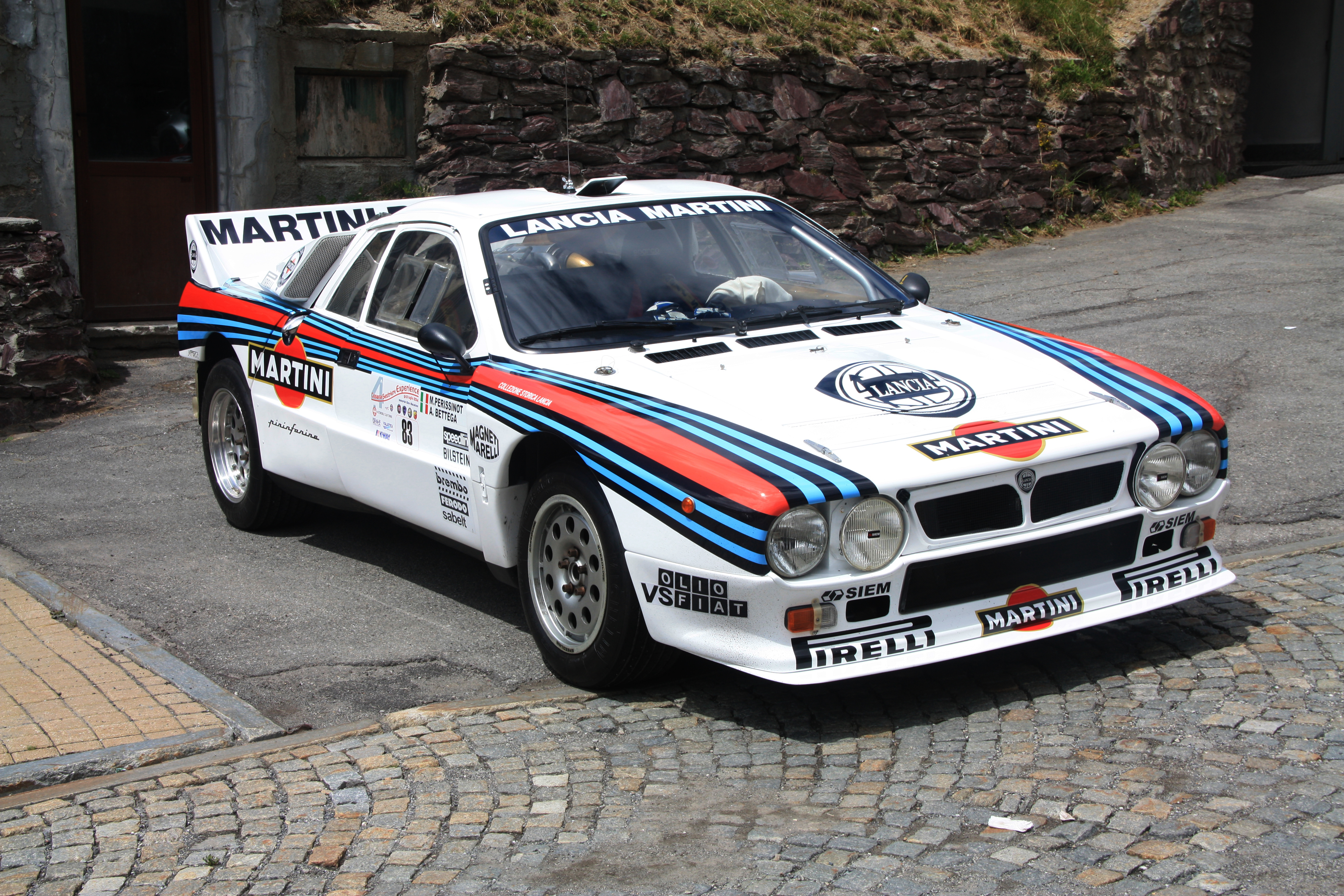
Triomphe total des Lancia Rally 037, qui s'adjugent les quatre premières places du Tour de Corse.

| Pos | No | Pilote                    | Copilote              | Voiture             | Temps            | Écart             | Groupe |
| --- | -- | ------------------------- | --------------------- | ------------------- | ---------------- | ----------------- | ------ |
| 1   | 9  | Markku Alén               | Ilkka Kivimäki        | Lancia Rally 037    | 12 h 43 min 38 s |                   | B      |
| 2   | 5  | Walter Röhrl              | Christian Geistdörfer | Lancia Rally 037    | 12 h 45 min 27 s | + 1 min 49 s      | B      |
| 3   | 11 | Adartico Vudafieri        | Luigi Pirollo         | Lancia Rally 037    | 12 h 50 min 08 s | + 6 min 30 s      | B      |
| 4   | 14 | Attilio Bettega           | Maurizio Perissinot   | Lancia Rally 037    | 12 h 57 min 27 s | + 13 min 49 s     | B      |
| 5   | 15 | Bruno Saby                | Chris Williams        | Renault 5 Turbo     | 13 h 25 min 37 s | + 41 min 59 s     | B      |
| 6   | 12 | Tony Pond                 | Rob Arthur            | Nissan 240RS        | 13 h 44 min 51 s | + 1 h 01 min 13 s | B      |
| 7   | 45 | Ange-Paul Franceschi      | Patrick Giudicelli    | Renault 5 Turbo     | 14 h 11 min 17 s | + 1 h 27 min 39 s | 4      |
| 8   | 17 | Jean-Sébastien Couloumiès | Claudine Causse       | Opel Ascona         | 14 h 21 min 09 s | + 1 h 37 min 31 s | A      |
| 9   | 18 | Alain Coppier             | Josépha Laloz         | Citroën Visa Chrono | 14 h 28 min 21 s | + 1 h 44 min 43 s | B      |
| 10  | 53 | Jean-Michel Guyot         | Jacques Raspaud       | Renault 5 Turbo     | 14 h 35 min 47 s | + 1 h 52 min 09 s | B      |

### Équipages de tête
- ES1 :  Walter Röhrl -  Christian Geistdörfer (Lancia Rally 037)
- ES2 :  Jean-Claude Andruet -  « Biche » (Lancia Rally 037)
- ES3 à ES4 :  Markku Alén -  Ilkka Kivimäki (Lancia Rally 037)
- ES5 à ES7 :  Walter Röhrl -  Christian Geistdörfer (Lancia Rally 037)
- ES8 à ES14 :  Jean-Claude Andruet -  « Biche » (Lancia Rally 037)
- ES15 à ES32 :  Markku Alén -  Ilkka Kivimäki (Lancia Rally 037)

### Vainqueurs d'épreuves spéciales
- Walter Röhrl -  Christian Geistdörfer (Lancia Rally 037) : 10 spéciales (ES 1, 7, 13, 18, 19, 22, 26, 27, 29, 31)
- Markku Alén -  Ilkka Kivimäki (Lancia Rally 037) : 9 spéciales (ES 2 à 4, 10, 12, 15, 16, 28, 32)
- Jean-Claude Andruet -  « Biche » (Lancia Rally 037) : 4 spéciales (ES 5, 8, 9, 11)
- Hannu Mikkola -  Arne Hertz (Audi Quattro A2) : 2 spéciales (ES 17, 20)
- Attilio Bettega -  Maurizio Perissinot (Lancia Rally 037) : 2 spéciales (ES 23, 24)
- Adartico Vudafieri -  Luigi Pirollo (Lancia Rally 037) : 1 spéciale (ES 28)
- Bruno Saby -  Chris Williams (Renault 5 Turbo) : 1 spéciale (ES 30)

- Walter Röhrl avait également réalisé le meilleur temps dans l'ES n°21, dont les résultats ont été annulés par la suite[7].

## Résultats des principaux engagés
| No  | Pilote                    | Copilote                | Voiture                 | Groupe | Classement général                          | Class. groupe |
| --- | ------------------------- | ----------------------- | ----------------------- | ------ | ------------------------------------------- | ------------- |
| 1   | Jean-Claude Andruet       | « Biche »               | Lancia Rally 037        | B      | ab. après la 20e spéciale (moteur)          | -             |
| 2   | Jean Ragnotti             | Jean-Marc Andrié        | Renault 5 Turbo         | B      | ab. dans la 15e spéciale (accident)         | -             |
| 3   | Bernard Béguin            | Jean-Jacques Lenne      | BMW M1                  | B      | ab. après la 5e spéciale (joint de culasse) | -             |
| 4   | Hannu Mikkola             | Arne Hertz              | Audi Quattro A2         | B      | ab. dans la 24e spéciale (sortie de route)  | -             |
| 5   | Walter Röhrl              | Christian Geistdörfer   | Lancia Rally 037        | B      | 2e à 1 min 49 s                             | 2e            |
| 6   | Guy Fréquelin             | Jean-François Fauchille | Opel Manta 400          | B      | ab. après la 5e spéciale (joint de culasse) | -             |
| 7   | Jean-Luc Thérier          | Michel Vial             | Renault 5 Turbo         | B      | ab. dans la 9e spéciale (incendie)          | -             |
| 8   | Bernard Darniche          | Alain Mahé              | Audi Quattro A2         | B      | Forfait                                     | -             |
| 9   | Markku Alén               | Ilkka Kivimäki          | Lancia Rally 037        | B      | 1er                                         | 1er           |
| 10  | Michèle Mouton            | Fabrizia Pons           | Audi Quattro A2         | B      | ab. dans la 28e spéciale (incendie)         | -             |
| 11  | Adartico Vudafieri        | Luigi Pirollo           | Lancia Rally 037        | B      | 3e à 6 min 30 s                             | 3e            |
| 12  | Tony Pond                 | Rob Arthur              | Nissan 240RS            | B      | 6e à 1 h 01 min 13 s                        | 6e            |
| 14  | Attilio Bettega           | Maurizio Perissinot     | Lancia Rally 037        | B      | 4e à 13 min 49 s                            | 4e            |
| 15  | Bruno Saby                | Chris Williams          | Renault 5 Turbo         | B      | 5e à 41 min 59 s                            | 5e            |
| 16  | François Chatriot         | Annick Peuvergne        | Renault 5 Turbo         | B      | ab. après la 5e spéciale (moteur)           | -             |
| 17  | Jean-Sébastien Couloumiès | Claudine Causse         | Opel Ascona             | A      | 8e à 1 h 37 min 31 s                        | 1er           |
| 18  | Alain Coppier             | Josépha Laloz           | Citroën Visa Chrono     | B      | 9e à 1 h 44 min 43 s                        | 7e            |
| 19  | Francis Serpaggi          | Denise Emmanuelli       | Lancia Rally 037        | B      | ab. dans la 2e spéciale (sortie de route)   | -             |
| 20  | Claude Laurent            | Jacques Marché          | Citroën Visa Trophée    | B      | 25e à 2 h 57 min 49 s                       | 12e           |
| 21  | Yves Loubet               | René Alemany            | Alfa Romeo Alfetta GTV6 | A      | ab. après la 10e spéciale (couple conique)  | -             |
| 23  | Jean-Pierre Manzagol      | Jean-Michel Simonetti   | Renault 5 Turbo         | 4      | ab. dans la 26e spéciale (joint de culasse) | -             |
| 24  | Christian Dorche          | Gilles Thimonier        | Citroën Visa Chrono     | B      | ab. dans la 24e spéciale (couple conique)   | -             |
| 44  | Philippe Touren           | Jean-Bernard Vieu       | Renault 5 Turbo         | 4      | ab. dans la 21e spéciale (sortie de route)  | -             |
| 45  | Ange-Paul Franceschi      | Patrick Giudicelli      | Renault 5 Turbo         | 4      | 7e à 1 h 27 min 39 s                        | 1er           |
| 53  | Jean-Michel Guyot         | Jacques Raspaud         | Renault 5 Turbo         | B      | 10e à 1 h 52 min 09 s                       | 8e            |
| 55  | Jean-Louis Ravenel        | Gilles Guillet          | Citroën Visa Chrono     | B      | 11e à 1 h 58 min 59 s                       | 9e            |
| 61  | Jean-Jacques Paoletti     | Claude Santucci         | Renault 5 Turbo         | 4      | 12e à 1 h 59 min 29 s                       | 2e            |
| 66  | Jean-Claude Torre         | Antoine Buresi          | Renault 5 Turbo         | 4      | ab. dans la 13e spéciale                    | -             |
| 139 | Jean-Pierre Deriu         | Joël Mariani            | Renault 5 Alpine Turbo  | N      | 13e à 2 h 03 min 36 s                       | 1er           |

## Classements des championnats à l'issue de la course

### Constructeurs
- Attribution des points : 10, 9, 8, 7, 6, 5, 4, 3, 2, 1 respectivement aux dix premières marques de chaque épreuve, additionnés de 8, 7, 6, 5, 4, 3, 2, 1 respectivement aux huit premières de chaque groupe (seule la voiture la mieux classée de chaque constructeur marque des points). Les points de groupe ne sont attribués qu'aux concurrents ayant terminé dans les dix premiers au classement général. Autorisées à participer, les voitures des groupes 2 et 4 ne sont pas éligibles aux points. Respectivement treizième et seizième du Rallye du Portugal, Citroën et Opel sont considérés neuvième et dixième de cette épreuve dans le cadre du championnat, car précédés par des voitures des groupes 2 ou 4, et marquent donc des points. De même au Safari, où Peugeot et Toyota, respectivement huitième et vingt-et-unième, sont considérés cinquième et huitième.

- Seuls les sept meilleurs résultats (sur dix épreuves) sont retenus pour le décompte final des points.

| Pos. | Marque  | Points | M-C  | POR  | SAF  | COR  | ACR | NZ | ARG | FIN | SAN | RAC |
| ---- | ------- | ------ | ---- | ---- | ---- | ---- | --- | -- | --- | --- | --- | --- |
| 1    | Lancia  | 50     | 10+8 | 8+6  | -    | 10+8 |     |    |     |     |     |     |
| 2    | Opel    | 49     | 6+4  | 1+8  | 10+8 | 4+8  |     |    |     |     |     |     |
| 3    | Audi    | 48     | 8+6  | 10+8 | 9+7  | -    |     |    |     |     |     |     |
| 4    | Nissan  | 24     | -    | 3+1  | 7+5  | 5+3  |     |    |     |     |     |     |
| 5    | Renault | 16     | 4+2  | -    | -    | 6+4  |     |    |     |     |     |     |
| 6    | Peugeot | 10     | -    | -    | 6+4  | -    |     |    |     |     |     |     |
| 6=   | Toyota  | 10     | -    | -    | 3+7  | -    |     |    |     |     |     |     |
| 8    | Talbot  | 8      | -    | 5+3  | -    | -    |     |    |     |     |     |     |
| 9    | Citroën | 7      | -    | 2+0  | -    | 3+2  |     |    |     |     |     |     |

### Pilotes
- Attribution des points : 20, 15, 12, 10, 8, 6, 4, 3, 2, 1 respectivement aux dix premiers de chaque épreuve.
- Seuls les sept meilleurs résultats (sur douze épreuves) sont retenus pour le décompte final des points. Autorisés à participer, les pilotes courant sur des voitures des groupes 2 et 4 ne sont pas éligibles aux points.

| Pos. | Pilote             | Marque     | Points | M-C | SUE | POR | SAF | COR | ACR | NZ | ARG | FIN | SAN | CIV | RAC |
| ---- | ------------------ | ---------- | ------ | --- | --- | --- | --- | --- | --- | -- | --- | --- | --- | --- | --- |
| 1    | Hannu Mikkola      | Audi       | 65     | 10  | 20  | 20  | 15  | -   |     |    |     |     |     |     |     |
| 2    | Walter Röhrl       | Lancia     | 47     | 20  | -   | 12  | -   | 15  |     |    |     |     |     |     |     |
| 3    | Markku Alén        | Lancia     | 45     | 15  | -   | 10  | -   | 20  |     |    |     |     |     |     |     |
| 4    | Michèle Mouton     | Audi       | 37     | -   | 10  | 15  | 12  | -   |     |    |     |     |     |     |     |
| 5    | Ari Vatanen        | Opel       | 34     | 8   | 6   | -   | 20  | -   |     |    |     |     |     |     |     |
| 6    | Stig Blomqvist     | Audi       | 27     | 12  | 15  | -   | -   | -   |     |    |     |     |     |     |     |
| 7    | Adartico Vudafieri | Lancia     | 20     | -   | -   | 8   | -   | 12  |     |    |     |     |     |     |     |
| 8    | Lasse Lampi        | Audi       | 12     | -   | 12  | -   | -   | -   |     |    |     |     |     |     |     |
| 9    | Jayant Shah        | Nissan     | 10     | -   | -   | -   | 10  | -   |     |    |     |     |     |     |     |
| 9=   | Attilio Bettega    | Lancia     | 10     | -   | -   | -   | -   | 10  |     |    |     |     |     |     |     |
| 11   | Bruno Saby         | Renault    | 9      | 1   | -   | -   | -   | 8   |     |    |     |     |     |     |     |
| 12   | Kalle Grundel      | Volkswagen | 8      | -   | 8   | -   | -   | -   |     |    |     |     |     |     |     |
| 12=  | Johnny Hellier     | Peugeot    | 8      | -   | -   | -   | 8   | -   |     |    |     |     |     |     |     |
| 14   | Henri Toivonen     | Opel       | 6      | 6   | -   | -   | -   | -   |     |    |     |     |     |     |     |
| 14=  | Antonio Zanini     | Talbot     | 6      | -   | -   | 6   | -   | -   |     |    |     |     |     |     |     |
| 14=  | Wolfgang Stiller   | Nissan     | 6      | -   | -   | -   | 6   | -   |     |    |     |     |     |     |     |
| 14=  | Tony Pond          | Nissan     | 6      | -   | -   | -   | -   | 6   |     |    |     |     |     |     |     |